# 4:44 Ostatni dzień na Ziemi
4:44 Ostatni dzień na Ziemi (ang. 4:44 Last Day on Earth) – amerykańsko-szwajcarsko-francuski film science fiction z 2011 roku oparty na scenariuszu i reżyserii Abla Ferrary. Wyprodukowany przez IFC Films.
Światowa premiera filmu miała miejsce 6 września 2011 roku podczas 68. Międzynarodowego Festiwalu Filmowego w Wenecji.

## Opis fabuły
Ludzie mają świadomość, że nazajutrz o godzinie 4:44 nastąpi koniec świata. Każdy stara się pogodzić z tym faktem na swój sposób. Aktor Cisco (Willem Dafoe) zamierza spędzić wieczór z ukochaną, malarką Skye (Shanyn Leigh).

## Obsada
- Willem Dafoe jako Cisco
- Shanyn Leigh jako Skye
- Natasha Lyonne jako Tina
- Paul Hipp jako Noah
- Anita Pallenberg jako Diana
- Paz de la Huerta jako kobieta na ulicy
- Pat Kiernan jako prezenter wiadomości

i inni